# 炭篮虫
炭篮虫（学名：Larcopyle butschlii）为炭篮虫科炭篮虫属的动物。壳呈压扁的透镜状，正面形状为卵圆形，其纵轴一极上有一个不明显的口极。口极上有时有长短不一的小骨针。环绕髓壳的骨骼架呈旋转包绕状生长，从而形成杂乱的房室。炭篮虫壳的最外层是有较细致的网络状结构的外套壳。主要分布于太平洋，包括东海等海域。